# Ороки
О́роки (самоназва ульта́, на́ні) — малочисельна народність на Далекому Сході Азії та в Україні.

## Територія проживання і чисельність
Ороки є корінним народом Далекого Сходу Азії, зокрема, вони проживають на сході острова Сахалін (Російська Федерація) і на півночі острова Хоккайдо (Японія).
За даними перепису населення Російської Федерації 2002 року, в країні проживало тільки 346 осіб орокської національності. Про чисельність ороків у Японії сучасні дані відсутні, однак відомо, що в 1989 році в околиці м. Абасірі на о-ві Хоккайдо існувала орокська громада у складі 20 осіб.
Цікава ситуація склалася в Україні за результатами першого перепису населення після розпаду СРСР у 2001 році — було зафіксовано проживання 959 осіб, які самоідентифікували себе як ороки, щоправда, тільки 12 з них (тобто трохи більше відсотка) назвали орокську мову рідною, ще 179 осіб (бл. 1/5) рідною вважають українську, решта — переважно російську.

## Дані з мови та етнічної спорідненості
Орокська мова належить до тунгусо-маньжурської мовної групи. Серед ороків поширена російська мова, лише невелика частка з них володіє рідною мовою.
Мовно і культурно ороки близькі до інших тунгусо-маньжурських народів Приамур'я — нанайців, ульчів, орочів, удегейців; щодо господарської діяльності відрізняються від них розведенням оленів.

## Дані з господарства і етнографії
У минулому основну роль у житті ороків відігравало рибальство, а оленярство мало підсобне,транспортне, значення.
Традиційне житло ороків узимку — конічний чум (подібний до евенкійського), за літнє житло правив близький за типом до орочського двосхилий намет, критий корою дерев.
Ороки поділялися на екзогамні патрилінійні роди.
У радянський час майже всі ороки, що проживали на північному сході Сахаліну, були об'єднані в одному оленярському колгоспі.

## Виноски
1. ↑  Словник української мови: в 11 томах. — Том 5, 1974. — Стор. 749. Архів оригіналу за 5 березня 2016. Процитовано 5 листопада 2015.
2. ↑  Перепис населення в Росії 2002 року (рос.). Архів оригіналу за 1 лютого 2013. Процитовано 4 травня 2008.
3. ↑  Коренные народы Севера, Сибири и Дальнего Востока РФ. Архів оригіналу за 17 червня 2009. Процитовано 18 грудня 2008.
4. ↑  Перепис населення в Україні 2001 року (укр.). Архів оригіналу за 23 липня 2020. Процитовано 21 грудня 2011.